# Крепость Платамон
Платамон (греч. Το Κάστρο του Πλαταμώνα) — замок-крепость на севере Греции, в городе Платамон.
Платамон — византийское укрепление X века, расположенное на юго-восточном склоне горы Олимп. Замок-крепость расположен на входе в Темпейскую долину на границе Македонии и Фессалии и имеет стратегическое значение. В 1386 году туркам удалось захватить Платамон, но вскоре были выбиты из замка. Около сотни из них были сожжены.
Раскопки 1995 года обнаружили следы эллинистической стены IV века до нашей эры. Это подтверждает предположение, что на этом месте располагался древний город Ираклион.
Замок Платамон и древнегреческий театр Диона являются основными площадками фестиваля «Олимп».